# Suisen
Cet article concerne le ferry mis en service en 2012. Pour le ferry de 1996, voir Suisen (ferry de 1996).
Le Suisen (すいせん, Suisen) est un ferry rapide de la compagnie japonaise Shin Nihonkai Ferry. Construit entre 2011 et 2012 aux chantiers Mitsubishi Heavy Industries de Nagasaki, il navigue depuis juin 2012 en mer du Japon sur les liaisons entre les îles d'Honshū et d'Hokkaidō.

## Histoire

### Origines et construction
Au début des années 2010, la compagnie Shin Nihonkai Ferry envisage la construction de deux nouveaux navires jumeaux destinés à remplacer le Suzuran et le Suisen, en service depuis 1996 entre Tsuruga et Tomakomai. Également baptisés Suzuran et Suisen, les futurs navires sont conçus sur la base des sister-ships Hamanasu et Akashia avec une longueur totale de 224 mètres. Leur appareil propulsif est également inspiré de la précédente paire avec un système hybride couplant une hélice classique et un pod. La capacité d'emport est, selon la tendance du marché, arrêtée à 610 passagers, ce qui est malgré tout supérieur aux anciens Suzuran et Suisen et le confort des installations est accru par rapport à ces derniers. Avec une capacité de 158 remorques, les futurs navires augmentent ainsi l'offre adressée aux transporteurs routiers.
Commandés en février 2011, la construction des deux navires débute simultanément à Nagasaki au mois de juin, ceci étant possible grâce à l'inauguration du site de Koyaki. Le Suisen et le Suzuran sont mis à l'eau le même jour, le 27 janvier 2012, au cours d'une double cérémonie, puis sont achevés les mois suivants. Le Suisen est livré à Shin Nihonkai Ferry le 14 juin.

### Service
Le Suisen est mis en service le 20 juin 2012 entre Tsuruga et Tomakomai. 
Le 15 novembre 2015 vers 17h48, le navire entre en collision sur tribord avec le bâtiment de pêche Takimaru 38 à 2 miles au sud-est de Tomakomai. Le choc n'est cependant pas perçu par l'équipage qui ne remarquera les dégâts, mineurs, qu'à l'arrivée du navire.
Durant son arrêt technique effectué aux chantiers Mitsubishi Heavy Industries de Yokohama au mois de mars 2020, le navire se voit ajouter des épurateurs de fumées, communément appelés scrubbers, visant à réduire ses émissions de soufre. En conséquence, la cheminée est légèrement modifiée et agrandie afin d'y installer le dispositif.
Entre les mois de mai et juin 2022, le Suisen est exceptionnellement employé sur les lignes de la compagnie Tokyo Kyushu Ferry entre Yokosuka et Shinmoji afin de pallier les arrêts techniques du Hamayu et du Soleil.

## Aménagements
Le Suisen possède 9 ponts. Si le navire s'étend en réalité sur 11 ponts, deux d'entre eux sont inexistants au niveau des garages afin de permettre au navire de transporter du fret. Du point de vue commercial, la numérotation des ponts débute à partir du pont garage inférieur (correspondant au pont 1). Les locaux passagers occupent les ponts 4, 5 et 6 tandis que l'arrière du pont 4 est consacré à l'équipage. Les ponts 0, 1, 2 et 3 abritent quant à eux les garages.

### Locaux communs
Les installations du Suisen se situent pour la plupart à l'arrière du pont 5. Les passagers ont à leur disposition un restaurant, un grill, un café ainsi qu'un espace extérieur. 
Parmi les installations se trouve :
- Le café Ariadne : le bar principal du navire situé au milieu du pont 5 ;
- Le restaurant Bacchus : restaurant du navire situé à la poupe au pont 5 ;
- Le grill Daphné : situé à bâbord vers l'arrière au pont 5.
- Le salon Poseidon : situé à l'avant au pont 5, offre une vue sur la navigation.
- Le fumoir Tōkiheisa : salon fumeur situé à l'avant au pont 4.

En plus de ces principaux aménagements, le navire propose également sur le pont 6 deux bains publics avec vue sur la mer (appelés sentō), l'un pour les hommes à tribord, l'autre pour les femmes à bâbord, sur le pont 4 une boutique, une salle de jeux vidéos ainsi qu'une salle de sport.

### Cabines
À bord du Suisen, les cabines sont répartis en quatre catégories selon le niveau de confort. Ainsi, le navire est équipé de quatre suites d'une capacité de deux personnes, 19 cabines luxe à deux de catégorie A et 6 à trois, 36 cabines de catégorie A à deux, 20 à trois et 16 à quatre, deux dortoirs non mixtes à douze places, 14 dortoirs à dix places et cinq à 26 places ainsi qu'un de style japonais à 29 places.

## Caractéristiques

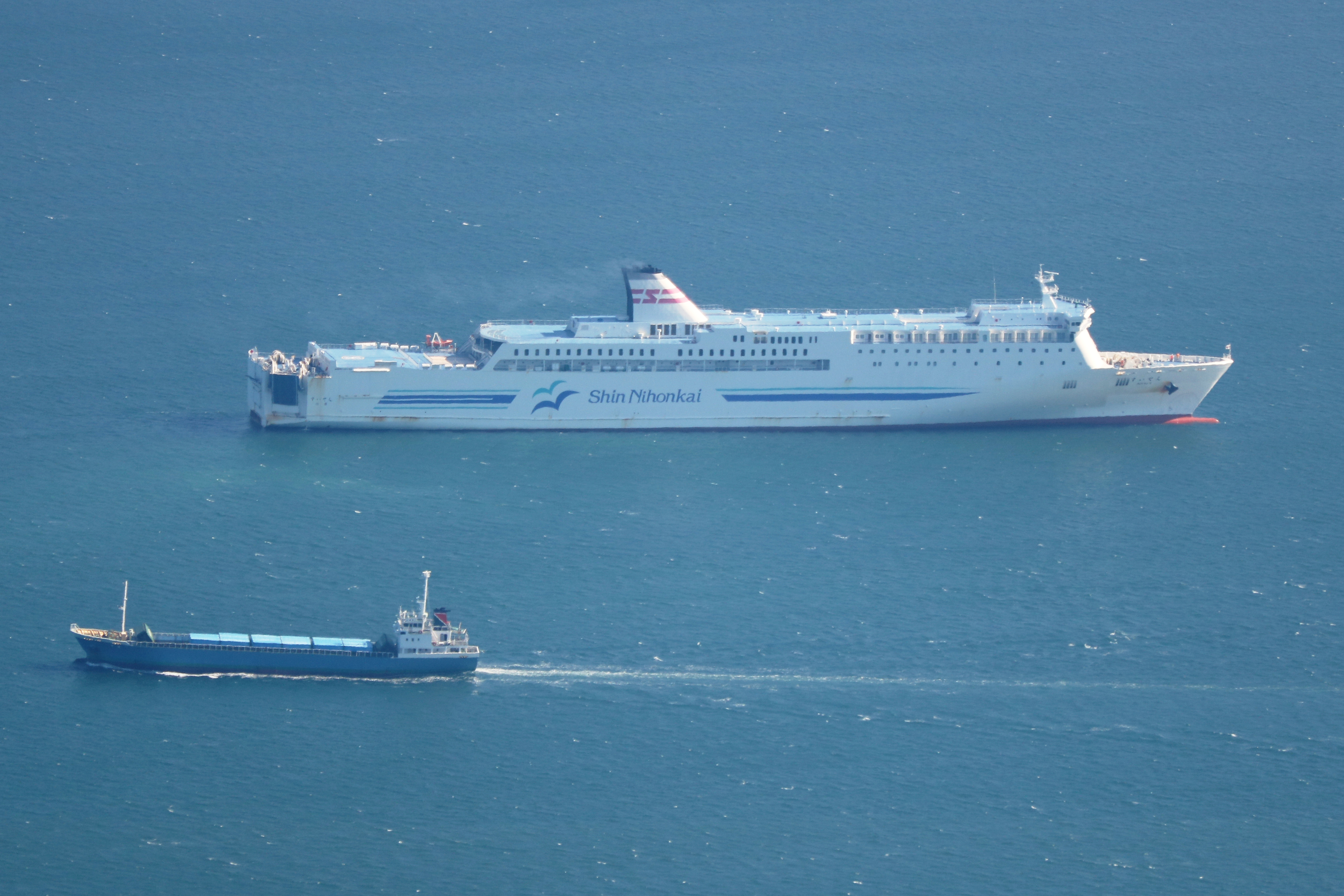
Le Suisen en navigation au large de Tsuruga.

Le Suisen mesure 224,50 mètres de long pour 26 mètres de large, son tonnage est de 17 382 UMS (ce qui n'est pas exact, le tonnage des car-ferries japonais étant défini sur des critères différents, le véritable tonnage du navire est de 34 326 UMS). Il peut embarquer 613 passagers et possède un spacieux garage pouvant embarquer 158 remorques et 58 véhicules. Le garage est accessible par l'arrière au moyen d'une porte rampe latérale à tribord au niveau du garage inférieur et d'une rampe axiale. La propulsion du Suisen est assurée par deux moteurs diesel Wärtsilä 12V38C développant une puissance de 17 400 kW entrainant une hélices à pas variables. Le reste de la puissance est transmise à un pod CRP, permettant au navire d'atteindre une vitesse de 27,5 nœuds. Il est en outre doté de deux propulseurs d'étrave ainsi qu'un stabilisateur anti-roulis. Les dispositifs de sécurité sont essentiellement composés de radeaux de sauvetage mais aussi d'une embarcation semi-rigide de secours. Depuis 2020, le Suisen est équipé de scrubbers, dispositifs d'épuration des fumées rejetées par les cheminées réduisant ainsi les émissions de soufre.

## Lignes desservies
Depuis sa mise en service, le Suisen est affecté principalement entre Tsuruga et Tomakomai. Depuis 2022, le navire est parfois employé entre Yokosuka et Shinmoji en remplacement des navires de Tokyo Kyushu Ferry.